# The Basics of Philosophy
Pour plus de détails, voir Fiche technique et Distribution.
The Basics of Philosophy est un film américain réalisé par Paul Schrader et dont la date sortie n'a pas encore été annoncée.

## Synopsis
Un professeur de philosophie est hanté par une décision de son passée, lorsqu'une personne affectée par cette erreur refait brusquement surface dans sa vie.

## Fiche technique
Sauf indication contraire, les informations mentionnées dans cette section peuvent être confirmées par la base de données cinématographiques TMDB,  présente dans la section « Liens externes ».
- Titre : The Basics of Philosophy
- Réalisation et scénario : Paul Schrader
- Musique : n/a
- Direction artistique : n/a
- Décors : n/a
- Costumes : n/a
- Montage : n/a
- Photographie : Sean Price Williams
- Production : Braxton Pope (en) et Daniel M. Wulf
- Sociétés de production : Focus Features
- Pays de production :  États-Unis
- Langue originale : anglais
- Genre : drame
- Date de sortie : Date sujette à modification

## Distribution
- Jack Huston
- Sofia Boutella
- Daniel Zovatto
- Bill Pullman
- Dana Delany
- Shiloh Fernandez
- Karl Glusman

## Production

### Genèse et développement
À l'origine, Paul Schrader devait tourner un thriller obsessionnel et érotique intitulé Non Compos Mentis à New York mais le projet a été repoussé. Il choisit alors de se concentrer sur un drame intitulé The Basics of Philosophy, ce qu'il confirme le 11 juin 2025.

### Choix des acteurs
En juin 2025, Jack Huston et Sofia Boutella sont les premiers acteurs engagés pour le film.
Le 11 août 2025, alors que le film est en cours de tournage, Daniel Zovatto, Bill Pullman, Dana Delany, Karl Glusman et Shiloh Fernandez rejoignent le casting.

### Tournage
Le 31 juillet, il est révélé que le tournage du film se situe à Los Angeles, New Haven et Kansas City.